# Junonia posterior
Junonia posterior är en fjärilsart som beskrevs av Embrik Strand 1912. Junonia posterior ingår i släktet Junonia och familjen praktfjärilar. Inga underarter finns listade i Catalogue of Life.